# Alpine Academy
Alpine Academy, poprzednio Renault Driver Development – program utworzony przez zespół Renault F1 w 2002 roku mający na celu odnajdywanie młodych utalentowanych kierowców i zapewnienie im wsparcia w drodze do najlepszych serii wyścigowych.

## Kierowcy należący do programu
| Kierowca            | Lata      |
| ------------------- | --------- |
| Fabio Carbone       | 2002      |
| Heikki Kovalainen   | 2002–2005 |
| Robert Kubica       | 2002      |
| Tiago Monteiro      | 2002      |
| Éric Salignon       | 2002–2003 |
| Carlo van Dam       | 2002      |
| José María López    | 2003–2006 |
| Jérôme d’Ambrosio   | 2004      |
| Lucas di Grassi     | 2004–2007 |
| Loïc Duval          | 2004–2005 |
| Giedo van der Garde | 2004      |
| Pastor Maldonado    | 2005      |
| Romain Grosjean     | 2006–2007 |
| Ben Hanley          | 2006–2007 |
| Dani Clos           | 2007      |
| Nelson Panciatici   | 2007      |